# 厳震
厳 震（げん しん、724年 - 799年）は、唐代の官僚・政治家・軍人。山南西道節度使。字は遐聞。本貫は梓州塩亭県。

## 経歴
代々の農家の生まれで、郷里では財産家であった。至徳・乾元以後、厳震はたびたび家財を出して辺境の軍を助け、梓州長史・王府諮議参軍に任じられた。東川節度判官の韋収の推薦により東川節度使の厳武に任用され、合州長史に任じられた。厳武が西川節度使に移ると、厳震はその下で押衙をつとめ、恒王府司馬に転じた。厳震は厳武と同姓だったことから、軍府の事務の多くを厳武に委ねられた。厳震は衛尉寺少卿・太常寺少卿に試用された。永泰元年（765年）、厳武が死去すると、厳震は辞任して帰郷した。東川節度使の李叔明の推挙により渝州刺史となったが、病のため免官された。山南西道節度使の推挙により鳳州刺史となり、侍御史を加えられた。母が死去したため、厳震は辞職して喪に服した。喪が明けると、厳震は鳳州刺史に復帰し、そのまま興鳳両州団練使をつとめた。開府儀同三司を加えられ、御史中丞を兼ねた。かれの統治は清廉かつ厳正で、利を興し害を除いたので、人々に称賛された。建中元年（780年）、司勲郎中の韋楨が山南剣南黜陟使をつとめると、厳震の統治の成績は山南第一と推薦された。厳震は鄖国公に封じられた。鳳州に在任すること14年、善政は改められなかった。
建中3年（782年）、厳震は賈耽に代わって梁州刺史となり、御史大夫を兼ね、山南西道節度観察等使をつとめた。建中4年（783年）、朱泚が長安を占拠すると、李懐光が咸陽に軍をとどめて、朱泚と結んだ。朱泚は腹心の穆庭光や宋瑗らに命じて手紙を送って厳震に誘いをかけた。厳震は人々を集めて穆庭光らを斬った。興元元年（784年）、李懐光が叛くと、徳宗は山南に避難しようとした。厳震は奉天に官吏を派遣して徳宗を迎えさせ、大将の張用誠に兵5000を率いて護衛させようとした。しかし張用誠が盩厔で反乱軍の誘いを受けて寝返ろうと図った。厳震はさらに牙将の馬勛を徳宗のもとに派遣した。馬勛は節度使の符を得ると張用誠のもとを訪れ、かれを捕らえた。馬勛が張用誠を梁州に送ると、厳震は張用誠を杖殺した。馬勛は徳宗のもとに戻り、徳宗は奉天を出発した。一行が駱谷に入ると、李懐光が数百騎を派遣して来襲してきたので、山南の兵がこれを撃退した。ほどなく厳震は検校戸部尚書を加えられ、馮翊郡王に封じられた。
3月、徳宗は梁州に到着した。山南の地は貧しく、食糧の自給が難しかったため、宰相たちはさらに成都府に避難しようと議論しはじめた。厳震は西川に移動してしまえば、李晟が長安を奪回する時期を見ることができなくなるとして、これに反対した。さらに李晟の上表が到着して、徳宗に梁州・洋州に留まるよう請願したので、成都府に避難する議論は止んだ。6月、李晟らが長安を奪回し、徳宗が長安に帰ろうとすると、厳震は検校尚書左僕射の位に進んだ。梁州は興元府と改められ、厳震は興元尹となった。
貞元元年（785年）11月、徳宗が南郊で昊天上帝の郊祀をおこなうと、厳震は入朝して祭祀に陪席した。貞元8年（792年）11月、吐蕃と黒水堡で戦って、これを破った。貞元11年（795年）2月、同中書門下平章事を加えられた。貞元15年（799年）6月、死去した。享年は76。太保の位を追贈された。諡は忠穆といった。。

## 伝記資料
- 『旧唐書』巻117 列伝第67
- 『新唐書』巻158 列伝第83